# Наунак
Науна́к (южносельк. Науна́к, вас.хант. Тагай пу́гол / Наунак йо́ган) — село в Каргасокском районе Томской области, Россия. Входит в состав Новоюгинского сельского поселения.

## География
Село расположено на 72-м км левого берега реки Васюган. Немного выше по течению Васюгана в него впадает речка Чебиткер, несколькими километрами ниже Наунака — протока Пасил. 

## История
Исторический населённый пункт южных селькупов (группа чумэлкуп). В конце XIX в. были два населённых пункта — Зимний и Летний Наунак, располагавшиеся по обоим берегам Васюгана. Основные жители — остяки Югины. В 1897 г.: 5 хозяйств — 14 человек селькупов и 3 русских жителя. В 1911 г.: 5 хозяйств — 20 селькупов; русские не проживали. Поселение входило в Лариатскую инородческую волость Нарымского края.
Обитатели нижнего течения Васюгана — жители юрт Югиных и Наунак помнят, что когда-то здесь была война богатыря и пришедшего на эти земли народа. Они застали богатыря врасплох и ему пришлось очажным таганом-палкой отбиваться от вооруженных луками и стрелами мужчин. «Те выстрелили залпом – стрелы все воткнулись ему в спину. Он упал. И земля провалилась. И в этом месте сделалось озеро».

### Археология

#### Наунакское древнее селение
Группа больших заплывших ям (всего 3) у дер. Наунак. По преданию, здесь жили раньше богатыри. Находят здесь обломки глиняной посуды с орнаментом на поверхности.

#### Наунакский могильник
Расположен на Первом острове выше дер. Наунак.

#### Наунакская находка
Около дер. Наунак найдено бронзовое изображение медведя высотой 8 см. Условия находки неизвестны.

### Наунакский шайтанский остров
Селькупское культовое место. Он находится за дер. Наунак, немного выше Наунакского могильника. Туда в старину остяки вешали «на лесины», на берёзы и черёмуху, различный «товар» (отрезы ткани), до 3 аршин, чтобы не болеть — «как будто бы подарок». Туда же ездили шаманить. На Шайтанский остров уходили ночью. Женщинам туда нельзя было ходить. На деревья вешали также туши животных. А когда медведя добудут, съедали мясо, а кости собирали и туда отвозили, головы туда же отвозили. На Шайтанский остров каждый год после Петрова дня все мужчины ездили и брали детей от 5 до 6 лет. Одни ворожили, а другие пировали.

## Население
| 1920 | 2002 | 2010 | 2012 | 2013 | 2014 | 2015 |
| ---- | ---- | ---- | ---- | ---- | ---- | ---- |
| 20   | ↗57  | ↘41  | →41  | →41  | ↘40  | →40  |
| 2021 |      |      |      |      |      |      |
| ↘16  |      |      |      |      |      |      |

## Социальная сфера и экономика
В селе есть фельдшерско-акушерский пункт.
Основу экономической жизни составляют сельское хозяйство и розничная торговля, а также рыбный промысел.

## Известные уроженцы
Сагандукова, Елена Михайловна (1924—1984) — врач, депутат Верховного Совета СССР V созыва от Ханты-Мансийского автономного округа.